# Anolis paternus
Anolis paternus este o specie de șopârle din genul Anolis, familia Polychrotidae, descrisă de Hardy 1967.

## Subspecii
Această specie cuprinde următoarele subspecii:
- A. p. paternus
- A. p. pinarensis